# Aeroportul Waycross-Ware County
Aeroportul Waycross-Ware County (IATA: AYS, ICAO: KAYS, FAA LID: AYS) este un aeroport din Comitatul Ware, Georgia, Georgia, Statele Unite ale Americii ce deservește zona Waycross. Aeroportul a fost tranzitat în 2019 de 4 pasageri. A fost numit după zona deservită.
Situat la o altitudine de 43 m, aeroportul dispune de 2 piste.

## Infrastructură

### Piste
Aeroportul dispune de 2 piste. Pista 01/19 are suprafața de asfalt și dimensiunile 5.992 picioare × 100 picioare. Pista 05/23 are suprafața de asfalt și dimensiunile 5.044 picioare × 100 picioare. 